# Liste des cantons de la Haute-Marne

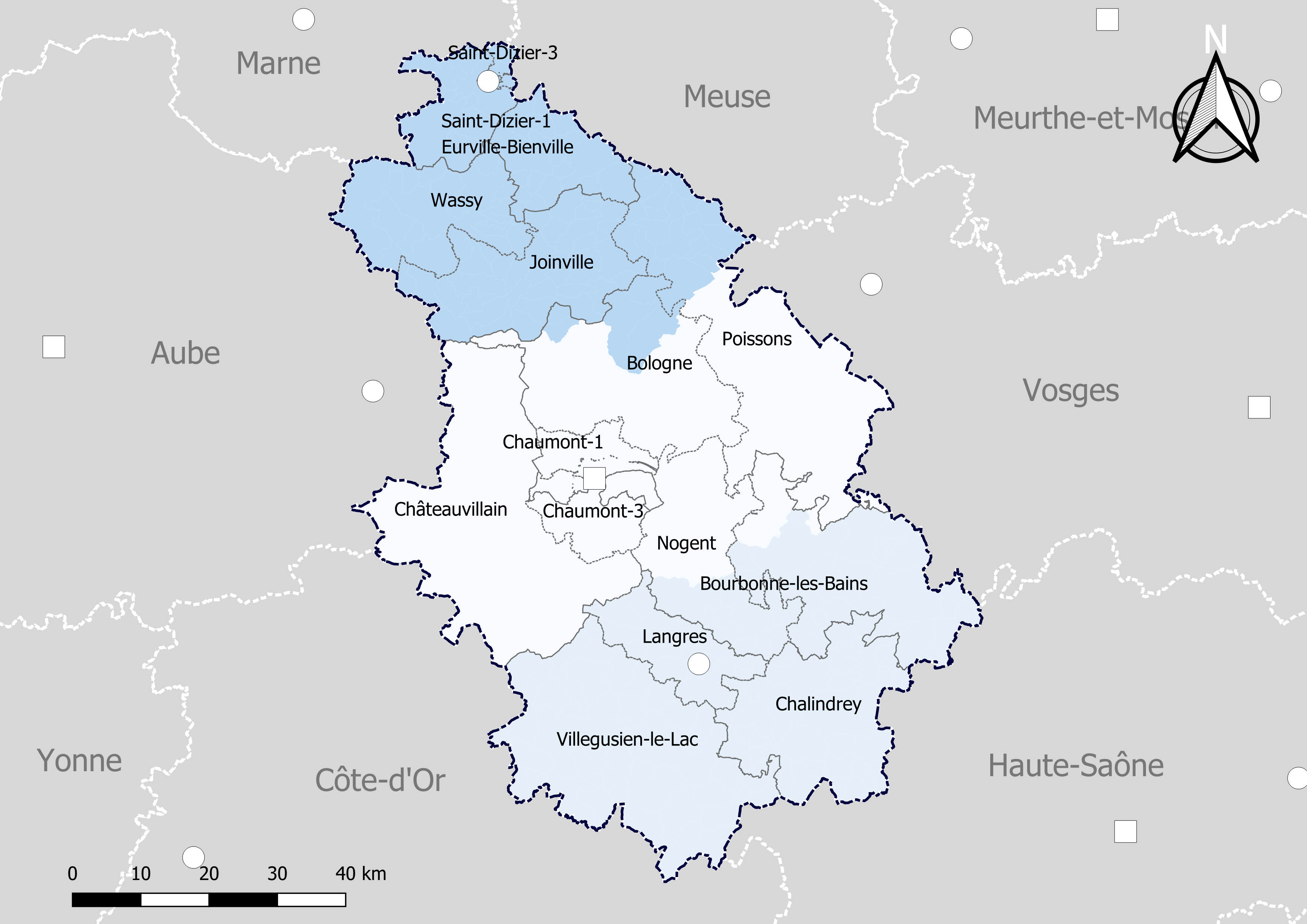
Découpage cantonal du département de la Haute-Marne, avec en surimpression les arrondissements (en nuances de bleu) - Carte arrêtée au 1er janvier 2019.

Depuis 2015, le département français de la Haute-Marne est divisé en 17 cantons à la suite du redécoupage cantonal de 2014. Il était auparavant divisé en 32 cantons depuis 1982.

## Histoire

### Découpage cantonal de 1982 à 2015
Liste des 32 cantons du département de la Haute-Marne, par arrondissement :
- arrondissement de Chaumont (11 cantons - préfecture : Chaumont) :
canton d'Andelot-Blancheville - canton d'Arc-en-Barrois - canton de Bourmont - canton de Châteauvillain - canton de Chaumont-Nord - canton de Chaumont-Sud - canton de Clefmont - canton de Juzennecourt - canton de Nogent - canton de Saint-Blin - canton de Vignory

- arrondissement de Langres (10 cantons - sous-préfecture : Langres) :
canton d'Auberive - canton de Bourbonne-les-Bains - canton de Fayl-Billot - canton de Laferté-sur-Amance - canton de Langres - canton de Longeau-Percey - canton de Neuilly-l'Évêque - canton de Prauthoy - canton de Terre-Natale - canton de Val-de-Meuse

- arrondissement de Saint-Dizier (11 cantons - sous-préfecture : Saint-Dizier) :
canton de Chevillon - canton de Doulaincourt-Saucourt - canton de Doulevant-le-Château - canton de Joinville - canton de Montier-en-Der - canton de Poissons - canton de Saint-Dizier-Centre - canton de Saint-Dizier-Nord-Est - canton de Saint-Dizier-Ouest (chef-lieu : Éclaron-Braucourt-Sainte-Livière) - canton de Saint-Dizier-Sud-Est - canton de Wassy

Il n'y a aucune homonymie pour l'arrondissement de Chaumont, même s'il en existe une pour la commune chef-lieu.
Il n'y a pas d'homonymie pour le canton de Chevillon, même s'il en existe une pour la commune chef-lieu.

### Redécoupage cantonal de 2014
Dans la poursuite de la réforme territoriale engagée en 2010, l'Assemblée nationale adopte définitivement le 17 avril 2013 la réforme du mode de scrutin pour les élections départementales destinée à garantir la parité hommes/femmes. Les lois (loi organique 2013-402 et loi 2013-403) sont promulguées le 17 mai 2013. Un nouveau découpage territorial est défini par décret du 17 février 2014 pour le département de la Haute-Marne. Celui-ci entre en vigueur lors du premier renouvellement général des assemblées départementales suivant la publication du décret, soit en mars 2015. Les conseillers départementaux sont élus au scrutin majoritaire binominal mixte. Les électeurs de chaque canton éliront au Conseil départemental, nouvelle appellation des Conseils généraux, deux membres de sexe différent, qui se présenteront en binôme de candidats. Les conseillers départementaux seront élus pour 6 ans au scrutin binominal majoritaire à deux tours, l'accès au second tour nécessitant 10 % des inscrits au 1er tour. En outre la totalité des conseillers départementaux est renouvelée.
Ce nouveau mode de scrutin nécessite un redécoupage des cantons dont le nombre est divisé par deux avec arrondi à l'unité impaire supérieure si ce nombre n'est pas entier impair et avec des conditions de seuils minimaux. Dans la Haute-Marne le nombre de cantons passe ainsi de 32 à 17.
Les critères du remodelage cantonal sont les suivants : le territoire de chaque canton doit être défini sur des bases essentiellement démographiques, le territoire de chaque canton doit être continu et les communes de moins de 3 500 habitants sont entièrement comprises dans le même canton. Il n’est fait référence, ni aux limites des arrondissements, ni à celles des circonscriptions législatives.
Conformément à de multiples décisions du Conseil constitutionnel depuis 1985 et notamment  sa décision no 2010-618 DC du 9 décembre 2010,  il est admis que le principe d’égalité des électeurs au regard des critères démographiques est respecté lorsque le ratio conseiller/habitant de la circonscription est compris dans une fourchette de 20 % de part et d'autre du ratio moyen conseiller/habitant du département. Pour le département de la Haute-Marne, la population de référence est la population légale en vigueur au 1er janvier 2013, à savoir la population millésimée 2010, soit 184 039 habitants. Avec 17 cantons la population moyenne par conseiller départemental est de 10 826 habitants. Ainsi la population de chaque nouveau canton doit-elle être comprise entre 8 661 habitants et 12 991 habitants pour respecter le principe de l'égalité citoyenne au vu des critères démographiques.

## Composition actuelle

### Composition détaillée
| N° | Nom du Canton       | Bureau centralisateur | Population 2010               | Écart /moyenne | Nombre de communes entières | Communes composant le canton |
| -- | ------------------- | --------------------- | ----------------------------- | -------------- | --------------------------- | --- |
| 1  | Bologne             | Bologne               | 11 010                        | 1,02           | 38                          | Andelot-Blancheville, Annéville-la-Prairie, Bologne, Bourdons-sur-Rognon, Briaucourt, Cerisières, Chantraines, Cirey-lès-Mareilles, Consigny, Daillancourt, Darmannes, Domremy-Landéville, Doulaincourt-Saucourt, Ecot-la-Combe, Froncles, La Genevroye, Guindrecourt-sur-Blaise, Lamancine, Marbéville, Mareilles, Meures, Mirbel, Montot-sur-Rognon, Ormoy-lès-Sexfontaines, Oudincourt, Reynel, Rimaucourt, Rochefort-sur-la-Côte, Roches-Bettaincourt, Rouécourt, Sexfontaines, Signéville, Soncourt-sur-Marne, Viéville, Vignes-la-Côte, Vignory, Vouécourt, Vraincourt. |
| 2  | Bourbonne-les-Bains | Bourbonne-les-Bains   | 9 682                         | 0,89           | 36                          | Aigremont, Avrecourt, Bourbonne-les-Bains, Buxières-lès-Clefmont, Celles-en-Bassigny, Le Châtelet-sur-Meuse, Chauffourt, Choiseul, Clefmont, Coiffy-le-Haut, Daillecourt, Dammartin-sur-Meuse, Damrémont, Enfonvelle, Frécourt, Fresnes-sur-Apance, Is-en-Bassigny, Laneuvelle, Larivière-Arnoncourt, Lavernoy, Lavilleneuve, Marcilly-en-Bassigny, Melay, Montcharvot, Neuvelle-lès-Voisey, Noyers, Parnoy-en-Bassigny, Perrusse, Rançonnières, Rangecourt, Sarrey, Saulxures, Serqueux, Val-de-Meuse, Vicq, Voisey. |
| 3  | Chalindrey          | Chalindrey            | 11 331                        | 1,05           | 45                          | Anrosey, Arbigny-sous-Varennes, Belmont, Bize, Champsevraine, Celsoy, Chalindrey, Champigny-sous-Varennes, Chaudenay, Chézeaux, Coiffy-le-Bas, Culmont, Farincourt, Fayl-Billot, Genevrières, Gilley, Grandchamp, Grenant, Guyonvelle, Haute-Amance, Heuilley-le-Grand, Laferté-sur-Amance, Les Loges, Maizières-sur-Amance, Noidant-Chatenoy, Le Pailly, Palaiseul, Pierremont-sur-Amance, Pisseloup, Poinson-lès-Fayl, Pressigny, Rivières-le-Bois, Rougeux, Saint-Broingt-le-Bois, Saint-Vallier-sur-Marne, Saulles, Savigny, Soyers, Torcenay, Tornay, Valleroy, Varennes-sur-Amance, Velles, Violot, Voncourt. |
| 4  | Châteauvillain      | Châteauvillain        | 9 618                         | 0,89           | 37                          | Aizanville, Arc-en-Barrois, Aubepierre-sur-Aube, Autreville-sur-la-Renne, Blaisy, Blessonville, Braux-le-Châtel, Bricon, Bugnières, Châteauvillain, Cirfontaines-en-Azois, Colombey-les-Deux-Églises, Coupray, Cour-l'Évêque, Curmont, Dancevoir, Dinteville, Giey-sur-Aujon, Gillancourt, Juzennecourt, Lachapelle-en-Blaisy, Laferté-sur-Aube, Lanty-sur-Aube, Latrecey-Ormoy-sur-Aube, Lavilleneuve-au-Roi, Leffonds, Maranville, Montheries, Orges, Pont-la-Ville, Rennepont, Richebourg, Rizaucourt-Buchey, Silvarouvres, Vaudrémont, Villars-en-Azois, Villiers-sur-Suize. |
| 5  | Chaumont-1          | Chaumont              | 2 695 + fraction Chaumont     |                | 6 + fraction Chaumont       | 1° Les communes suivantes : Brethenay, Condes, Euffigneix, Jonchery, Riaucourt, Treix. 2° La partie de la commune de Chaumont située au nord d'une ligne définie par l'axe des voies et limites suivantes : depuis la limite territoriale de la commune de Villiers-le-Sec, rue des Frères-Garnier, ligne de chemin de fer, rue Pierre-Curie, avenue Émile-Cassez, avenue du Maréchal-Foch, place Émile-Goguenheim, rue piétonne du 21e-RIC, rue André-Blondel, boulevard Diderot, rue Lamartine, jusqu'à la limite territoriale de la commune de Chamarandes-Choignes. |
| 6  | Chaumont-2          | Chaumont              | 2 206 + fraction Chaumont     |                | 4 + fraction Chaumont       | 1° Les communes suivantes : Buxières-lès-Villiers, Chamarandes-Choignes, Laville-aux-Bois, Villiers-le-Sec. 2° La partie de la commune de Chaumont située :― au sud d'une ligne définie par l'axe des voies et limites suivantes : depuis la limite territoriale de la commune de Villiers-le-Sec, rue des Frères-Garnier, ligne de chemin de fer, rue Pierre-Curie, avenue Emile-Cassez, avenue du Maréchal-Foch, place Emile-Goguenheim, rue piétonne du 21e-RIC, rue André-Blondel, boulevard Diderot, rue Lamartine, jusqu'à la limite territoriale de la commune de Champrande-Choignes ;― au nord d'une ligne définie par l'axe des voies et limites suivantes : depuis la limite territoriale de la commune de Villiers-le-Sec, chemin vicinal de Villiers-le-Sec à Brottes, route nationale 67, ligne droite reliant l'extrémité de ce chemin vicinal à l'extrémité du chemin dit de Pierre-à-l'Eau, chemin dit de Semoutiers, chemin de Richebourg à Chaumont, rue du Val-Barizien, rue Robespierre, rue des Platanes, rue d'Albi, rue de Carcassonne, rue des Erables, rue Jules-Ferry, avenue de la République, avenue Philippe-Girardel, avenue d'Ivrea, avenue Marc-Chagall, jusqu'à la limite territoriale de la commune de Chamarandes-Choignes. |
| 7  | Chaumont-3          | Chaumont              | 2 547 + fraction Chaumont     |                | 5 + fraction Chaumont       | 1° Les communes suivantes : Foulain, Luzy-sur-Marne, Neuilly-sur-Suize, Semoutiers-Montsaon, Verbiesles. 2° La partie de la commune de Chaumont non incluse dans les cantons de Chaumont-1 et de Chaumont-2. |
| 8  | Eurville-Bienville  | Eurville-Bienville    | 9 272                         | 0,86           | 17                          | Bayard-sur-Marne, Chamouilley, Chevillon, Curel, Domblain, Eurville-Bienville, Fays, Fontaines-sur-Marne, Magneux, Maizières, Narcy, Osne-le-Val, Rachecourt-sur-Marne, Roches-sur-Marne, Sommancourt, Troisfontaines-la-Ville, Valleret. |
| 9  | Joinville           | Joinville             | 11 519                        | 1,06           | 38                          | Ambonville, Arnancourt, Autigny-le-Grand, Autigny-le-Petit, Baudrecourt, Beurville, Blécourt, Blumeray, Bouzancourt, Brachay, Charmes-en-l'Angle, Charmes-la-Grande, Chatonrupt-Sommermont, Cirey-sur-Blaise, Courcelles-sur-Blaise, Dommartin-le-Saint-Père, Donjeux, Doulevant-le-Château, Ferrière-et-Lafolie, Flammerécourt, Fronville, Gudmont-Villiers, Guindrecourt-aux-Ormes, Joinville, Leschères-sur-le-Blaiseron, Mathons, Mertrud, Mussey-sur-Marne, Nomécourt, Nully, Rouvroy-sur-Marne, Rupt, Saint-Urbain-Maconcourt, Suzannecourt, Thonnance-lès-Joinville, Trémilly, Vaux-sur-Saint-Urbain, Vecqueville. |
| 10 | Langres             | Langres               | 12 463                        | 1,15           | 18                          | Beauchemin, Champigny-lès-Langres, Chanoy, Chatenay-Mâcheron, Chatenay-Vaudin, Faverolles, Humes-Jorquenay, Langres, Lecey, Marac, Mardor, Ormancey, Peigney, Perrancey-les-Vieux-Moulins, Saint-Ciergues, Saint-Martin-lès-Langres, Saint-Maurice, Saints-Geosmes. |
| 11 | Nogent              | Nogent                | 12 734                        | 1,18           | 29                          | Ageville, Andilly-en-Bassigny, Bannes, Biesles, Bonnecourt, Changey, Charmes, Cuves, Dampierre, Esnouveaux, Forcey, Lanques-sur-Rognon, Louvières, Mandres-la-Côte, Marnay-sur-Marne, Neuilly-l'Évêque, Ninville, Nogent, Orbigny-au-Mont, Orbigny-au-Val, Plesnoy, Poinson-lès-Nogent, Poiseul, Poulangy, Rolampont, Sarcey, Thivet, Vesaignes-sur-Marne, Vitry-lès-Nogent. |
| 12 | Poissons            | Poissons              | 9 224                         | 0,85           | 65                          | Aillianville, Aingoulaincourt, Annonville, Audeloncourt, Bassoncourt, Bourg-Sainte-Marie, Bourmont-entre-Meuse-et-Mouzon, Brainville-sur-Meuse, Breuvannes-en-Bassigny, Busson, Chalvraines, Chambroncourt, Champigneulles-en-Bassigny, Chaumont-la-Ville, Cirfontaines-en-Ornois, Clinchamp, Doncourt-sur-Meuse, Échenay, Effincourt, Épizon, Germainvilliers, Germay, Germisay, Gillaumé, Graffigny-Chemin, Hâcourt, Harréville-les-Chanteurs, Huilliécourt, Humberville, Illoud, Lafauche, Leurville, Levécourt, Lezéville, Liffol-le-Petit, Longchamp, Maisoncelles, Malaincourt-sur-Meuse, Manois, Mennouveaux, Merrey, Millières, Montreuil-sur-Thonnance, Morionvilliers, Noncourt-sur-le-Rongeant, Orquevaux, Outremécourt, Ozières, Pansey, Paroy-sur-Saulx, Poissons, Prez-sous-Lafauche, Romain-sur-Meuse, Sailly, Saint-Blin, Saint-Thiébault, Saudron, Semilly, Sommerécourt, Soulaucourt-sur-Mouzon, Thol-lès-Millières, Thonnance-les-Moulins, Vaudrecourt, Vesaignes-sous-Lafauche, Vroncourt-la-Côte. |
| 13 | Saint-Dizier-1      | Saint-Dizier          | 7 585 + fraction Saint-Dizier |                | 10 + fraction Saint-Dizier  | 1° Les communes suivantes : Allichamps, Éclaron-Braucourt-Sainte-Livière, Hallignicourt, Humbécourt, Laneuville-au-Pont, Louvemont, Moëslains, Perthes, Valcourt, Villiers-en-Lieu. 2° La partie de la commune de Saint-Dizier située à l'ouest d'une ligne définie par l'axe des voies et limites suivantes : depuis la limite territoriale de la commune de Bettancourt-la-Ferrée, route de Bar-le-Duc, avenue du Général-Sarrail, avenue de Verdun, rue Berthelot, rue Ernest-Renan, rue Michelet, chemin du Closot, avenue de la République, ligne droite dans le prolongement de la rue Michelet jusqu'au cours de la Marne, cours de la Marne, chemin des Bonnettes, rue du Puits-Royau, rue Godard-Jeanson, rue Paul-Bert, cours de la Marne, ligne de chemin de fer, avenue Pierre-Bérégovoy, affluent de la Marne, clos Mortier, cours de la Marne, place Becquey, ligne de chemin de fer, jusqu'à la limite territoriale de la commune d'Ancerville. |
| 14 | Saint-Dizier-2      | Saint-Dizier          | fraction Saint-Dizier         |                | fraction Saint-Dizier       | Partie de la commune de Saint-Dizier située à l'intérieur d'un périmètre défini par l'axe des voies et limites suivantes : route de Bar-le-Duc, avenue du Général-Sarrail, avenue de Verdun, rue Berthelot, rue Ernest-Renan, rue Michelet, chemin du Closot, avenue de la République, ligne droite dans le prolongement de la rue Michelet jusqu'au cours de la Marne, cours de la Marne, chemin des Bonnettes, rue du Puits-Royau, rue Godard-Jeanson, rue Paul-Bert, cours de la Marne, ligne de chemin de fer, avenue des États-Unis, avenue Edgard-Pisani, avenue du Président-Kennedy, place du 8-Mai-1945, rue Jean-Cassou, boulevard Henri-Dunant, avenue Raoul-Laurent. |
| 15 | Saint-Dizier-3      | Saint-Dizier          | 2 852 + fraction Saint-Dizier |                | 2 + fraction Saint-Dizier   | 1° Les communes suivantes : Bettancourt-la-Ferrée, Chancenay. 2° La partie de la commune de Saint-Dizier non incluse dans les cantons de Saint-Dizier-1 et de Saint-Dizier-2. |
| 16 | Villegusien-le-Lac  | Villegusien-le-Lac    | 8 979                         | 0,83           | 54                          | Aprey, Arbot, Auberive, Aujeurres, Aulnoy-sur-Aube, Baissey, Bay-sur-Aube, Bourg, Brennes, Chalancey, Chassigny, Choilley-Dardenay, Cohons, Colmier-le-Bas, Colmier-le-Haut, Coublanc, Courcelles-en-Montagne, Cusey, Dommarien, Flagey, Germaines, Isômes, Leuchey, Longeau-Percey, Maâtz, Le Montsaugeonnais, Mouilleron, Noidant-le-Rocheux, Occey, Orcevaux, Perrogney-les-Fontaines, Poinsenot, Poinson-lès-Grancey, Praslay, Rivière-les-Fosses, Rochetaillée, Rouelles, Rouvres-sur-Aube, Saint-Broingt-les-Fosses, Saint-Loup-sur-Aujon, Ternat, Vaillant, Le Val-d'Esnoms, Vals-des-Tilles, Vauxbons, Verseilles-le-Bas, Verseilles-le-Haut, Vesvres-sous-Chalancey, Villars-Santenoge, Villegusien-le-Lac, Villiers-lès-Aprey, Vitry-en-Montagne, Vivey, Voisines. |
| 17 | Wassy               | Wassy                 | 11 559                        | 1,07           | 20                          | Attancourt, Bailly-aux-Forges, Brousseval, Ceffonds, Dommartin-le-Franc, Doulevant-le-Petit, Frampas, Laneuville-à-Rémy, Montreuil-sur-Blaise, Morancourt, Planrupt, La Porte-du-Der, Rives-Dervoises, Rachecourt-Suzémont, Sommevoire, Thilleux, Vaux-sur-Blaise, Ville-en-Blaisois, Voillecomte, Wassy. |
|    |                     |                       | 184 039                       |                | 437                         | |

### Répartition par arrondissement
Contrairement à l'ancien découpage où chaque canton était inclus à l'intérieur d'un seul arrondissement, le nouveau découpage territorial s'affranchit des limites des arrondissements. Certains cantons peuvent être composés de communes appartenant à des arrondissements différents. Dans le département de la Haute-Marne, c'est le cas de quatre cantons (Bologne, Bourbonne-les-Bains, Nogent et Poisson).
Le tableau suivant présente la répartition par arrondissement :
| N° | Canton              | Chaumont              | Langres | Saint-Dizier               | Total                      |
| -- | ------------------- | --------------------- | ------- | -------------------------- | -------------------------- |
| 1  | Bologne             | 33                    |         | 5                          | 38                         |
| 2  | Bourbonne-les-Bains | 9                     | 27      |                            | 36                         |
| 3  | Chalindrey          |                       | 45      |                            | 45                         |
| 4  | Châteauvillain      | 38                    |         |                            | 38                         |
| 5  | Chaumont-1          | 6 + fraction Chaumont |         |                            | 6 + fraction Chaumont      |
| 6  | Chaumont-2          | 4 + fraction Chaumont |         |                            | 4 + fraction Chaumont      |
| 7  | Chaumont-3          | 5 + fraction Chaumont |         |                            | 5 + fraction Chaumont      |
| 8  | Eurville-Bienville  |                       |         | 17                         | 17                         |
| 9  | Joinville           |                       |         | 38                         | 38                         |
| 10 | Langres             |                       | 19      |                            | 19                         |
| 11 | Nogent              | 17                    | 12      |                            | 29                         |
| 12 | Poissons            | 49                    |         | 18                         | 67                         |
| 13 | Saint-Dizier-1      |                       |         | 10 + fraction Saint-Dizier | 10 + fraction Saint-Dizier |
| 14 | Saint-Dizier-2      |                       |         | fraction Saint-Dizier      | fraction Saint-Dizier      |
| 15 | Saint-Dizier-3      |                       |         | 2 + fraction Saint-Dizier  | 2 + fraction Saint-Dizier  |
| 16 | Villegusien-le-Lac  |                       | 57      |                            | 57                         |
| 17 | Wassy               |                       |         | 24                         | 24                         |
|    |                     | 162                   | 160     | 115                        | 437                        |